# ヘイケボタル
ヘイケボタル（平家蛍、学名: Aquatica lateralis）は、コウチュウ目ホタル科に分類されるホタルの1種である。
従来はホタル属（Luciola）に含められていたが、2010年の論文で新しい属（Aquatica）に分類された。

## 概説
日本では、ゲンジボタルと並んで、身近な光るホタルである。ゲンジボタルより小型で、より汚れた水域にも生息する。ゲンジボタルが日本固有種なのに対し、本種は東シベリアや朝鮮半島などにも分布し、日本では北海道、本州、四国、九州、対馬などに分布する。また、ゲンジボタル、クメジマボタルと並んで幼虫が水中棲息するホタルであり、日本産水生ホタル3種の中では最も小型である。
名称は、ゲンジボタルとの対比で、似ているがより小型であることからの名づけられたものと思われる。ゲンジボタルが渓流のような清冽で、流れのはやい水域に生息するのに比べ、ヘイケボタルは水田、湿原といった止水域を主たる繁殖地としている。幼虫の餌になるのは、止水に生息するモノアラガイなどである。
雄の光の点滅の速さはゲンジボタルより明らかに早く、明滅時に星が瞬くような光り方をする。発生期間も長く、2種が同じ水域で発生することも多い。山間部の農村では、水田周辺に本種が、河川付近にゲンジボタルが発生し、実際には両者が一部で入り交じって発光する。ただし、ゲンジボタルのように、短い期間に集中的に発生することが少なく、発生は長期に渡るが密度は高くならないのが普通である。
かつては水田周辺ではどこでも簡単に見られたものだが、水田への農薬散布や水田周辺の環境変化に伴い、生息環境が狭められている。